# Blues Music Award

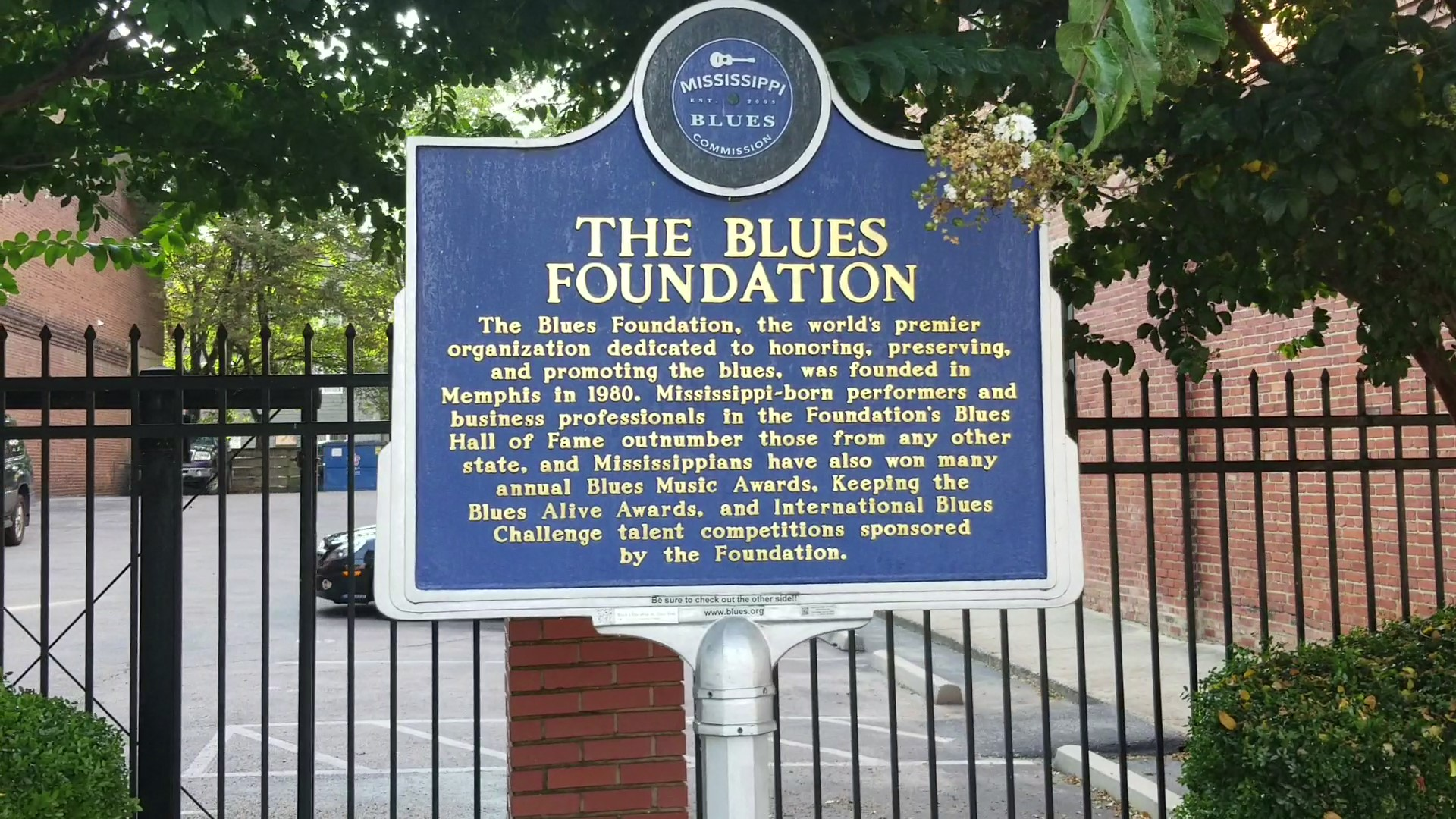
Panneau de la Fondation Blues.

Les Blues Music Awards, anciennement W. C. Handy Awards (ou The Handys), sont des récompenses  décernées par la Blues Foundation. Elles étaient initialement nommées en l'honneur de W. C. Handy surnommé le « père du blues ». Les premières récompenses sont décernées en 1980 et sont « universellement reconnues comme les plus hautes distinctions octroyées aux musiciens et auteurs-compositeurs de musique blues ». La cérémonie se tient tous les ans généralement à Memphis (Tennessee) où se trouve le siège de la Blues Foundation.

## Historique
En 2006, les récompenses sont renommées Blues Music Awards dans le but de mieux faire comprendre au public l'importance de la distinction.
En 2008, la cérémonie a eu lieu à Tunica (Mississippi).
La 39e cérémonie se tient le 10 mai 2018, au Memphis Cook Convention Center à Memphis. À cette occasion, deux nouvelles catégories sont annoncées (Intrumentiste-chant et Artiste blues-rock de l'année) amenant le total de récompenses distribuées à 26. La 40e cérémonie se tient le 9 mai 2019, et la catégorie Album de l'année est abandonnée ce qui ramène le total à 25.
La 41e cérémonie prévue le 7 mai 2020 est annulée à cause de la pandémie de Covid-19,. Les lauréats 2020 sont annoncés à un évènement en ligne. Il en est de même des lauréats de la 42e cérémonie.

## Récompenses

### 2025
| Catégorie                                                 | Lauréat(e)                                      |
| --------------------------------------------------------- | ----------------------------------------------- |
| Album acoustique de l'année                               | One Guitar Woman, Sue Foley                     |
| Artiste acoustique de l'année                             | Keb' Mo'                                        |
| Album de l'année                                          | Blame It On Eve, Shemekia Copeland              |
| Prix « B.B King Entertainer » de l'année                  | Mr. Sipp (Castro Coleman)                       |
| Groupe de l'année                                         | Rick Estrin and The Nightcats                   |
| Album de blues contemporain de l'année                    | Blues In My DNA, Ronnie Baker Brooks            |
| Artiste féminine de blues contemporain de l'année         | Ruthie Foster                                   |
| Artiste masculin de blues contemporain de l'année         | Ronnie Baker Brooks                             |
| Instrumentiste – Basse                                    | Bob Stroger                                     |
| Instrumentiste – Batterie                                 | Kenny "Beedy Eyes" Smith                        |
| Instrumentiste – Guitare                                  | Christone « Kingfish » Ingram                   |
| Instrumentiste – Harmonica                                | Billy Branch                                    |
| Instrumentiste – Cuivre                                   | Vanessa Collier                                 |
| Instrumentiste – Chant                                    | Ruthie Foster                                   |
| « Pinetop Perkins Piano Player »                          | Eden Brent                                      |
| Prix Koko Taylor (artiste féminine de blues traditionnel) | Sue Foley                                       |
| Album blues-rock de l'année                               | Life is Hard, Mike Zito                         |
| Artiste blues-rock de l'année                             | Tommy Castro                                    |
| Chanson de l'année                                        | Blues In My DNA, écrite par Ronnie Baker Brooks |
| Album de blues-soul l'année                               | Fine By Me, Curtis Salgado                      |
| Artiste féminine de blues-soul de l'année                 | Thornetta Davis                                 |
| Artiste masculin de blues-soul de l'année                 | Curtis Salgado                                  |
| Album de blues traditionnel de l'année                    | Crawlin’ Kingsnake, John Primer & Bob Corritore |
| Artiste masculin de blues traditionnel de l'année         | John Primer                                     |

### 2024
| Catégorie                                                 | Lauréat(e)                                                                   |
| --------------------------------------------------------- | ---------------------------------------------------------------------------- |
| Album acoustique de l'année                               | Raw Blues 1, Doug MacLeod                                                    |
| Artiste acoustique de l'année                             | Keb' Mo'                                                                     |
| Album de l'année                                          | Live In London, Christone « Kingfish » Ingram                                |
| Prix « B.B King Entertainer » de l'année                  | Bobby Rush                                                                   |
| Groupe de l'année                                         | Nick Moss Band                                                               |
| Meilleur album pour un artiste débutant                   | The Right Man, D.K. Harrell                                                  |
| Album de blues contemporain de l'année                    | Live In London, Christone « Kingfish » Ingram                                |
| Artiste féminine de blues contemporain de l'année         | Danielle Nicole                                                              |
| Artiste masculin de blues contemporain de l'année         | Christone « Kingfish » Ingram                                                |
| Instrumentiste – Basse                                    | Bob Stroger                                                                  |
| Instrumentiste – Batterie                                 | Kenny "Beedy Eyes" Smith                                                     |
| Instrumentiste – Guitare                                  | Christone « Kingfish » Ingram                                                |
| Instrumentiste – Harmonica                                | Jason Ricci                                                                  |
| Instrumentiste – Cuivre                                   | Vanessa Collier                                                              |
| Instrumentiste – Chant                                    | Ruthie Foster                                                                |
| « Pinetop Perkins Piano Player »                          | Kenny « Blues Boss » Wayne                                                   |
| Prix Koko Taylor (artiste féminine de blues traditionnel) | Sue Foley                                                                    |
| Album blues-rock de l'année                               | Blood Brothers, Mike Zito et Albert Castiglia                                |
| Artiste blues-rock de l'année                             | Mike Zito                                                                    |
| Chanson de l'année                                        | What Kind of Fool, écrite par Ruthie Foster, Hadden Sayers et Scottie Miller |
| Album de blues-soul l'année                               | All My Love for You, Bobby Rush                                              |
| Artiste féminine de blues-soul de l'année                 | Annika Chambers                                                              |
| Artiste masculin de blues-soul de l'année                 | John Németh                                                                  |
| Album de blues traditionnel de l'année                    | Teardrops for Magic Slim: Live at Rosa's Lounge, John Primer                 |
| Artiste masculin de blues traditionnel de l'année         | John Primer                                                                  |

### 2023
| Catégorie                                                 | Lauréat(e)                                 |
| --------------------------------------------------------- | ------------------------------------------ |
| Album acoustique de l'année                               | Mississippi Son, Charlie Musselwhite       |
| Artiste acoustique de l'année                             | Doug MacLeod                               |
| Album de l'année                                          | The Blues Don't Lie, Buddy Guy             |
| Prix « B.B King Entertainer » de l'année                  | Tommy Castro                               |
| Groupe de l'année                                         | Tedeschi Trucks Band                       |
| Meilleur album pour un artiste débutant                   | Who Is He?, Dylan Triplett                 |
| Album de blues contemporain de l'année                    | The Blues Don't Lie, Buddy Guy             |
| Artiste féminine de blues contemporain de l'année         | Ruthie Foster                              |
| Artiste masculin de blues contemporain de l'année         | Christone « Kingfish » Ingram              |
| Instrumentiste – Basse                                    | Danielle Nicole                            |
| Instrumentiste – Batterie                                 | Kenny "Beedy Eyes" Smith                   |
| Instrumentiste – Guitare                                  | Laura Chavez                               |
| Instrumentiste – Harmonica                                | John Németh                                |
| Instrumentiste – Cuivre                                   | Deanna Bogart                              |
| Instrumentiste – Chant                                    | Shemekia Copeland                          |
| « Pinetop Perkins Piano Player »                          | Anthony Geraci                             |
| Prix Koko Taylor (artiste féminine de blues traditionnel) | Sue Foley                                  |
| Album blues-rock de l'année                               | I Got Love, Albert Castiglia               |
| Artiste blues-rock de l'année                             | Albert Castiglia                           |
| Chanson de l'année                                        | Blues Don't Lie (Tom Hambridge), Buddy Guy |
| Album de blues-soul l'année                               | In Too Deep, Sugaray Rayford               |
| Artiste féminine de blues-soul de l'année                 | Thornetta Davis                            |
| Artiste masculin de blues-soul de l'année                 | Curtis Salgado                             |
| Album de blues traditionnel de l'année                    | May Be the Last Time, John Németh          |
| Artiste masculin de blues traditionnel de l'année         | John Primer                                |

### 2022
| Catégorie                                                 | Lauréat(e)                                                                                  |
| --------------------------------------------------------- | ------------------------------------------------------------------------------------------- |
| Album acoustique de l'année                               | Dear America, Eric Bibb                                                                     |
| Artiste acoustique de l'année                             | Keb' Mo'                                                                                    |
| Album de l'année                                          | Tommy Castro Presents A Bluesman Came To Town, Tommy Castro                                 |
| Prix « B.B King Entertainer » de l'année                  | Tommy Castro                                                                                |
| Groupe de l'année                                         | Tommy Castro & The Painkillers                                                              |
| Meilleur album pour un artiste débutant                   | Live On Beale Street: A Tribute To Bobby "Blue" Bland, Rodd Bland and the Members Only Band |
| Album de blues contemporain de l'année                    | 662, Christone « Kingfish » Ingram                                                          |
| Artiste féminine de blues contemporain de l'année         | Vanessa Collier                                                                             |
| Artiste masculin de blues contemporain de l'année         | Christone « Kingfish » Ingram                                                               |
| Instrumentiste – Basse                                    | Danielle Nicole                                                                             |
| Instrumentiste – Batterie                                 | Tom Hambridge                                                                               |
| Instrumentiste – Guitare                                  | Eric Gales                                                                                  |
| Instrumentiste – Harmonica                                | Jason Ricci                                                                                 |
| Instrumentiste – Cuivre                                   | Jimmy Carpenter                                                                             |
| Instrumentiste – Chant                                    | John Németh                                                                                 |
| « Pinetop Perkins Piano Player »                          | Mike Finnigan                                                                               |
| Prix Koko Taylor (artiste féminine de blues traditionnel) | Sue Foley                                                                                   |
| Album blues-rock de l'année                               | Resurrection, Mike Zito                                                                     |
| Artiste blues-rock de l'année                             | Albert Castiglia                                                                            |
| Chanson de l'année                                        | I'd Climb Mountains, Selwyn Birchwood                                                       |
| Album de blues-soul l'année                               | Long As I Got My Guitar, Zac Harmon                                                         |
| Artiste féminine de blues-soul de l'année                 | Annika Chambers                                                                             |
| Artiste masculin de blues-soul de l'année                 | Curtis Salgado                                                                              |
| Album de blues traditionnel de l'année                    | Pinky's Blues, Sue Foley                                                                    |
| Artiste masculin de blues traditionnel de l'année         | Taj Mahal                                                                                   |

### 2021
| Catégorie                                                 | Lauréat(e)                                                                                             |
| --------------------------------------------------------- | --- |
| Album acoustique de l'année                               | Rawer Than Raw, Bobby Rush                                                                             |
| Artiste acoustique de l'année                             | Keb' Mo'                                                                                               |
| Album de l'année                                          | 100 Years of Blues, Elvin Bishop et Charlie Musselwhite                                                |
| Prix « B.B King Entertainer » de l'année                  | Shemekia Copeland                                                                                      |
| Groupe de l'année                                         | Rick Estrin & The Nightcats                                                                            |
| Meilleur album pour un artiste débutant                   | Harlem, King Solomon Hicks                                                                             |
| Album de blues contemporain de l'année                    | Uncivil War, Shemekia Copeland                                                                         |
| Artiste féminine de blues contemporain de l'année         | Shemekia Copeland                                                                                      |
| Artiste masculin de blues contemporain de l'année         | Christone « Kingfish » Ingram                                                                          |
| Instrumentiste – Basse                                    | Danielle Nicole                                                                                        |
| Instrumentiste – Batterie                                 | Kenny "Beedy Eyes" Smith                                                                               |
| Instrumentiste – Guitare                                  | Christone « Kingfish » Ingram                                                                          |
| Instrumentiste – Harmonica                                | Kim Wilson                                                                                             |
| Instrumentiste – Cuivre                                   | Jimmy Carpenter                                                                                        |
| Instrumentiste – Chant                                    | Ruthie Foster                                                                                          |
| « Pinetop Perkins Piano Player »                          | Anthony Geraci                                                                                         |
| Prix Koko Taylor (artiste féminine de blues traditionnel) | Rory Block                                                                                             |
| Album blues-rock de l'année                               | Mike Zito and Friends – Rock 'n' Roll: A Tribute to Chuck Berry, Mike Zito                             |
| Artiste blues-rock de l'année                             | Mike Zito                                                                                              |
| Chanson de l'année                                        | All Out of Tears – écrite par Walter Trout, Marie Trout et Teeny Tucker (interprétée par Walter Trout) |
| Album de blues-soul l'année                               | That's What I Heard, Robert Cray Band                                                                  |
| Artiste féminine de blues-soul de l'année                 | Bettye LaVette                                                                                         |
| Artiste masculin de blues-soul de l'année                 | Curtis Salgado                                                                                         |
| Album de blues traditionnel de l'année                    | 100 Years of Blues, Elvin Bishop et Charlie Musselwhite                                                |
| Artiste masculin de blues traditionnel de l'année         | John Primer                                                                                            |

### 2020
| Catégorie                                                 | Lauréat(e)                                           |
| --------------------------------------------------------- | ---------------------------------------------------- |
| Album acoustique de l'année                               | This Guitar and Tonight, Bob Margolin                |
| Artiste acoustique de l'année                             | Doug MacLeod                                         |
| Album de l'année                                          | Kingfish, Christone « Kingfish » Ingram              |
| Prix « B.B King Entertainer » de l'année                  | Sugaray Rayford                                      |
| Groupe de l'année                                         | The Nick Moss Band featuring Dennis Gruenling        |
| Meilleur album pour un artiste débutant                   | Kingfish, Christone « Kingfish » Ingram              |
| Album de blues contemporain de l'année                    | Kingfish, Christone « Kingfish » Ingram              |
| Artiste féminine de blues contemporain de l'année         | Shemekia Copeland                                    |
| Artiste masculin de blues contemporain de l'année         | Christone « Kingfish » Ingram                        |
| Instrumentiste – Basse                                    | Michael "Mudcat" Ward                                |
| Instrumentiste – Batterie                                 | Cedric Burnside                                      |
| Instrumentiste – Guitare                                  | Christone « Kingfish » Ingram                        |
| Instrumentiste – Harmonica                                | Rick Estrin                                          |
| Instrumentiste – Cuivre                                   | Vanessa Collier                                      |
| Instrumentiste – Chant                                    | Mavis Staples                                        |
| « Pinetop Perkins Piano Player »                          | Victor Wainwright                                    |
| Prix Koko Taylor (artiste féminine de blues traditionnel) | Sue Foley                                            |
| Album blues-rock de l'année                               | Masterpiece, Albert Castiglia                        |
| Artiste blues-rock de l'année                             | Eric Gales                                           |
| Chanson de l'année                                        | Lucky Guy, Nick Moss                                 |
| Album de blues-soul l'année                               | Sitting on Top of the Blues, Bobby Rush              |
| Artiste féminine de blues-soul de l'année                 | Bettye LaVette                                       |
| Artiste masculin de blues-soul de l'année                 | Sugaray Rayford                                      |
| Album de blues traditionnel de l'année                    | Lucky Guy!, The Nick Moss Band avec Dennis Gruenling |
| Artiste masculin de blues traditionnel de l'année         | Jimmie Vaughan                                       |

### 2019
| Catégorie                                                 | Lauréat(e)                                                                     |
| --------------------------------------------------------- | ------------------------------------------------------------------------------ |
| Album acoustique de l'année                               | Journeys to the Heart of the Blues, Joe Louis Walker, Bruce Katz, Giles Robson |
| Artiste acoustique de l'année                             | Rory Block                                                                     |
| Album de l'année                                          | America's Child, Shemekia Copeland                                             |
| Prix « B.B King Entertainer » de l'année                  | Mike Ledbetter                                                                 |
| Groupe de l'année                                         | Welch-Ledbetter Connection                                                     |
| Meilleur album pour un artiste débutant                   | Free, Amanda Fish                                                              |
| Album de blues contemporain de l'année                    | America's Child, Shemekia Copeland                                             |
| Artiste féminine de blues contemporain de l'année         | Danielle Nicole                                                                |
| Artiste masculin de blues contemporain de l'année         | Kenny Neal                                                                     |
| Instrumentiste – Basse                                    | Danielle Nicole                                                                |
| Instrumentiste – Batterie                                 | Cedric Burnside                                                                |
| Instrumentiste – Guitare                                  | Monster Mike Welch                                                             |
| Instrumentiste – Harmonica                                | Dennis Gruenling                                                               |
| Instrumentiste – Cuivre                                   | Vanessa Collier                                                                |
| Instrumentiste – Chant                                    | Mike Ledbetter                                                                 |
| « Pinetop Perkins Piano Player »                          | Marcia Ball                                                                    |
| Prix Koko Taylor (artiste féminine de blues traditionnel) | Ruthie Foster                                                                  |
| Album blues-rock de l'année                               | The Big Bad Blues, Billy F Gibbons                                             |
| Artiste blues-rock de l'année                             | Eric Gales                                                                     |
| Chanson de l'année                                        | No Mercy In This Land, Ben Harper et Charlie Musselwhite                       |
| Album de blues-soul l'année                               | I'm Still Around, Johnny Rawls                                                 |
| Artiste féminine de blues-soul de l'année                 | Annika Chambers                                                                |
| Artiste masculin de blues-soul de l'année                 | Sugaray Rayford                                                                |
| Album de blues traditionnel de l'année                    | The Blues Is Alive and Well, Buddy Guy                                         |
| Artiste masculin de blues traditionnel de l'année         | Nick Moss                                                                      |

### 2018
| Catégorie                                                 | Lauréat(e)                                                           |
| --------------------------------------------------------- | -------------------------------------------------------------------- |
| Album acoustique de l'année                               | Break the Chain, Doug MacLeod                                        |
| Artiste acoustique de l'année                             | Taj Mahal                                                            |
| Album de l'année                                          | TajMo, Taj Mahal & Keb' Mo'                                          |
| Prix « B.B King Entertainer » de l'année                  | Taj Mahal                                                            |
| Groupe de l'année                                         | Rick Estrin & The Nightcats                                          |
| Meilleur album pour un artiste débutant                   | Southern Avenue – Southern Avenue                                    |
| Album de blues contemporain de l'année                    | TajMo, Taj Mahal & Keb' Mo'                                          |
| Artiste féminine de blues contemporain de l'année         | Samantha Fish                                                        |
| Artiste masculin de blues contemporain de l'année         | Keb' Mo'                                                             |
| Album historique de l'année                               | A Legend Never Dies, Essential Recordings 1976-1997 – Luther Allison |
| Instrumentiste – Basse                                    | Michael "Mudcat" Ward                                                |
| Instrumentiste – Batterie                                 | Tony Braunagel                                                       |
| Instrumentiste – Guitare                                  | Ronnie Earl                                                          |
| Instrumentiste – Harmonica                                | Jason Ricci                                                          |
| Instrumentiste – Cuivre                                   | Trombone Shorty                                                      |
| Instrumentiste – Chant                                    | Beth Hart                                                            |
| « Pinetop Perkins Piano Player »                          | Victor Wainwright                                                    |
| Prix Koko Taylor (artiste féminine de blues traditionnel) | Ruthie Foster                                                        |
| Album blues-rock de l'année                               | We’re All In This Together, Walter Trout                             |
| Artiste blues-rock de l'année                             | Mike Zito                                                            |
| Chanson de l'année                                        | The Blues Ain’t Going Nowhere, Rick Estrin                           |
| Album de blues-soul l'année                               | Robert Cray & Hi Rhythm – Robert Cray & Hi Rhythm                    |
| Artiste féminine de blues-soul de l'année                 | Mavis Staples                                                        |
| Artiste masculin de blues-soul de l'année                 | Curtis Salgado                                                       |
| Album de blues traditionnel de l'année                    | Right Place, Right Time, Monster Mike Welch et Mike Ledbetter        |
| Artiste masculin de blues traditionnel de l'année         | Rick Estrin                                                          |

### 2017
| Catégorie                                                 | Lauréat(e)                                                 |
| --------------------------------------------------------- | ---------------------------------------------------------- |
| Album acoustique de l'année                               | The Happiest Man in the World, Eric Bibb                   |
| Artiste acoustique de l'année                             | Doug MacLeod                                               |
| Album de l'année                                          | Porcupine Meat, Bobby Rush                                 |
| Prix « B.B King Entertainer » de l'année                  | Joe Bonamassa                                              |
| Groupe de l'année                                         | Tedeschi Trucks Band                                       |
| Meilleur album pour un artiste débutant                   | Tengo Blues, Jonn Del Toro Richardson                      |
| Album de blues contemporain de l'année                    | Bloodline, Kenny Neal                                      |
| Artiste féminine de blues contemporain de l'année         | Susan Tedeschi                                             |
| Artiste masculin de blues contemporain de l'année         | Kenny Neal                                                 |
| Album historique de l'année                               | Chicken Heads: A 50-Year History of Bobby Rush, Bobby Rush |
| Instrumentiste – Basse                                    | Biscuit Miller                                             |
| Instrumentiste – Batterie                                 | Cedric Burnside                                            |
| Instrumentiste – Guitare                                  | Joe Bonamassa                                              |
| Instrumentiste – Harmonica                                | Kim Wilson                                                 |
| Instrumentiste – Cuivre                                   | Terry Hanck                                                |
| « Pinetop Perkins Piano Player »                          | Victor Wainwright                                          |
| Prix Koko Taylor (artiste féminine de blues traditionnel) | Diunna Greenleaf                                           |
| Album blues-rock de l'année                               | Let Me Get By, Tedeschi Trucks Band                        |
| Chanson de l'année                                        | Walk A Mile In My Blues, Curtis Salgado                    |
| Album de blues-soul l'année                               | The Beautiful Lowdown, Curtis Salgado                      |
| Artiste féminine de blues-soul de l'année                 | Mavis Staples                                              |
| Artiste masculin de blues-soul de l'année                 | Curtis Salgado                                             |
| Album de blues traditionnel de l'année                    | Can't Shake This Feeling, Lurrie Bell                      |
| Artiste masculin de blues traditionnel de l'année         | Bob Margolin                                               |

### 2016
| Catégorie                                                 | Lauréat(e)                                                   |
| --------------------------------------------------------- | ------------------------------------------------------------ |
| Album acoustique de l'année                               | The Acoustic Blues & Roots of Duke Robillard, Duke Robillard |
| Artiste acoustique de l'année                             | Doug MacLeod                                                 |
| Album de l'année                                          | Born to Play Guitar, Buddy Guy                               |
| Prix « B.B King Entertainer » de l'année                  | Victor Wainwright                                            |
| Groupe de l'année                                         | Victor Wainwright & the WildRoots                            |
| Meilleur nouvel artiste                                   | The Mississippi Blues Child, Mr. Sipp                        |
| Album de blues contemporain de l'année                    | Born to Play Guitar, Buddy Guy                               |
| Artiste féminine de blues contemporain de l'année         | Shemekia Copeland                                            |
| Artiste masculin de blues contemporain de l'année         | Joe Louis Walker                                             |
| Album historique de l'année                               | Buzzin’ the Blues, Slim Harpo                                |
| Instrumentiste – Basse                                    | Lisa Mann                                                    |
| Instrumentiste – Batterie                                 | Cedric Burnside                                              |
| Instrumentiste – Guitare                                  | Sonny Landreth                                               |
| Instrumentiste – Harmonica                                | Kim Wilson                                                   |
| Instrumentiste – Cuivre                                   | Terry Hanck                                                  |
| « Pinetop Perkins Piano Player »                          | Allen Toussaint                                              |
| Prix Koko Taylor (artiste féminine de blues traditionnel) | Ruthie Foster                                                |
| Album blues-rock de l'année                               | Battle Scars, Walter Trout                                   |
| Chanson de l'année                                        | Gonna Live Again, Walter Trout                               |
| Album de blues-soul l'année                               | This Time for Real, Billy Price et Otis Clay                 |
| Artiste féminine de blues-soul de l'année                 | Bettye LaVette                                               |
| Artiste masculin de blues-soul de l'année                 | Otis Clay                                                    |
| Album de blues traditionnel de l'année                    | Descendants of Hill Country, Cedric Burnside Project         |
| Artiste masculin de blues traditionnel de l'année         | John Primer                                                  |

### 2015
| Catégorie                                                 | Lauréat(e)                                                           |
| --------------------------------------------------------- | -------------------------------------------------------------------- |
| Album acoustique de l'année                               | Timeless, John Hammond                                               |
| Artiste acoustique de l'année                             | John Hammond                                                         |
| Album de l'année                                          | Can't Even Do Wrong Right, Elvin Bishop                              |
| Prix « B.B King Entertainer » de l'année                  | Bobby Rush                                                           |
| Groupe de l'année                                         | Elvin Bishop Band                                                    |
| Meilleur nouvel artiste                                   | Don't Call No Ambulance, Selwyn Birchwood                            |
| Album de blues contemporain de l'année                    | BLUESAmericana, Keb' Mo'                                             |
| Artiste féminine de blues contemporain de l'année         | Janiva Magness                                                       |
| Artiste masculin de blues contemporain de l'année         | Gary Clark, Jr.                                                      |
| Album historique de l'année                               | Soul & Swagger: The Complete “5” Royales 1951-1967 – The "5" Royales |
| Instrumentiste – Basse                                    | Lisa Mann                                                            |
| Instrumentiste – Batterie                                 | Jimi Bott                                                            |
| Instrumentiste – Guitare                                  | Joe Bonamassa                                                        |
| Instrumentiste – Harmonica                                | Charlie Musselwhite                                                  |
| Instrumentiste – Cuivre                                   | Deanna Bogart                                                        |
| « Pinetop Perkins Piano Player »                          | Marcia Ball                                                          |
| Prix Koko Taylor (artiste féminine de blues traditionnel) | Ruthie Foster                                                        |
| Album blues-rock de l'année                               | Step Back, Johnny Winter                                             |
| Chanson de l'année                                        | Can't Even Do Wrong Right, Elvin Bishop                              |
| Album de blues-soul l'année                               | Memphis Grease, John Németh                                          |
| Artiste féminine de blues-soul de l'année                 | Sista Monica                                                         |
| Artiste masculin de blues-soul de l'année                 | Bobby Rush                                                           |
| Album de blues traditionnel de l'année                    | For Pops (A Tribute to Muddy Waters), Mud Morganfield, Kim Wilson    |
| Artiste masculin de blues traditionnel de l'année         | Lurrie Bell                                                          |

### 2014
| Catégorie                                                 | Lauréat(e) |
| --------------------------------------------------------- | --- |
| Album acoustique de l'année                               | There's A Time, Doug MacLeod                                                                                    |
| Artiste acoustique de l'année                             | Doug MacLeod |
| Album de l'année                                          | Remembering Little Walter, Billy Boy Arnold, Charlie Musselwhite, Mark Hummel, Sugar Ray Norcia et James Harman |
| Prix « B.B King Entertainer » de l'année                  | Buddy Guy |
| Groupe de l'année                                         | Tedeschi Trucks Band                                                                                            |
| Meilleur nouvel artiste                                   | Daddy Told Me, Shawn Holt & the Teardrops                                                                       |
| Album de blues contemporain de l'année                    | Badlands, Trampled Under Foot                                                                                   |
| Artiste féminine de blues contemporain de l'année         | Susan Tedeschi                                                                                                  |
| Artiste masculin de blues contemporain de l'année         | Gary Clark, Jr.                                                                                                 |
| DVD                                                       | Songs From The Road, Royal Southern Brotherhood                                                                 |
| Album historique de l'année                               | The Sun Blues Box, Various artists                                                                              |
| Instrumentiste – Basse                                    | Danielle Schnebelen                                                                                             |
| Instrumentiste – Batterie                                 | Cedric Burnside                                                                                                 |
| Instrumentiste – Guitare                                  | Ronnie Earl |
| Instrumentiste – Harmonica                                | Charlie Musselwhite                                                                                             |
| Instrumentiste – Cuivre                                   | Eddie Shaw |
| « Pinetop Perkins Piano Player »                          | Victor Wainwright                                                                                               |
| Prix Koko Taylor (artiste féminine de blues traditionnel) | Diunna Greenleaf                                                                                                |
| Album blues-rock de l'année                               | Made Up Mind, Tedeschi Trucks Band                                                                              |
| Chanson de l'année                                        | Blues in My Soul, Lurrie Bell                                                                                   |
| Album de blues-soul l'année                               | Down in Louisiana, Bobby Rush                                                                                   |
| Artiste féminine de blues-soul de l'année                 | Irma Thomas |
| Artiste masculin de blues-soul de l'année                 | John Németh |
| Album de blues traditionnel de l'année                    | Remembering Little Walter, Billy Boy Arnold, Charlie Musselwhite, Mark Hummel, Sugar Ray Norcia et James Harman |
| Artiste masculin de blues traditionnel de l'année         | James Cotton |

### 2011
| Catégorie                                                 | Lauréat(e) |
| --------------------------------------------------------- | --- |
| Album acoustique de l'année                               | Last Train to Bluesville, The Nighthawks                                                                          |
| Artiste acoustique de l'année                             | John Hammond |
| Album de l'année                                          | Living Proof, Buddy Guy                                                                                           |
| Prix « B.B King Entertainer » de l'année                  | Buddy Guy |
| Groupe de l'année                                         | The Derek Trucks Band                                                                                             |
| Meilleur nouvel artiste                                   | On the Floor, Matt Hill                                                                                           |
| Album de blues contemporain de l'année                    | Living Proof, Buddy Guy                                                                                           |
| Artiste féminine de blues contemporain de l'année         | Robin Rogers |
| Artiste masculin de blues contemporain de l'année         | Buddy Guy |
| DVD                                                       | Ruf, Songs From The Road, Luther Allison                                                                          |
| Album historique de l'année                               | Harmonica Blues, Bob Corritore and Friends                                                                        |
| Instrumentiste – Basse                                    | Bob Stroger |
| Instrumentiste – Batterie                                 | Cedric Burnside                                                                                                   |
| Instrumentiste – Guitare                                  | Derek Trucks |
| Instrumentiste – Harmonica                                | Charlie Musselwhite                                                                                               |
| Instrumentiste – Cuivre                                   | Eddie Shaw |
| Instrumentiste – Autre                                    | Sonny Rhodes, Lap steel guitar                                                                                    |
| Prix Koko Taylor (artiste féminine de blues traditionnel) | Ruthie Foster |
| « Pinetop Perkins Piano Player »                          | Dr. John |
| Album blues-rock de l'année                               | Live! In Chicago, Kenny Wayne Shepherd Band avec Hubert Sumlin, Willie "Big Eyes" Smith, Bryan Lee et Buddy Flett |
| Chanson de l'année                                        | Living Proof, (Tom Hambridge / Buddy Guy), Living Proof, Buddy Guy                                                |
| Album de blues-soul l'année                               | Nothing's Impossible, Solomon Burke                                                                               |
| Artiste féminine de blues-soul de l'année                 | Irma Thomas |
| Artiste masculin de blues-soul de l'année                 | Solomon Burke |
| Album de blues traditionnel de l'année                    | Joined At the Hip, Pinetop Perkins et Willie "Big Eyes" Smith                                                     |
| Artiste masculin de blues traditionnel de l'année         | Charlie Musselwhite                                                                                               |